# Humör
Humör är ett begrepp som syftar på den sinnesstämning som en människa befinner i psykiskt under en viss tidsperiod. Man brukar till exempel tala om att en person är på gott humör eller på dåligt humör.
Vad som bestämmer och påverkar en persons humör kan vara både yttre och inre omständigheter. Exempelvis kan en person vara på gott humör om personen fått en komplimang eller haft en bra dag i allmänhet. Om en person är på dåligt humör kan det bero på någon form av motgångar. Även för lite serotonin i hjärnan kan ge upphov till nedstämdhet och dåligt humör. I svårare fall kan det övergå till depression.
Det finns mediciner som kan påverka humöret. För att höja halten av serotonin finns så kallade SSRI-preparat, eller hyperiforce (johannesört, naturläkemedel), som kan vara till hjälp att få rätt balans.